# 髙田次郎
髙田 次郎（たかだ じろう、1931年12月10日 - ）は、日本の喜劇俳優。
兵庫県神戸市出身。松竹新喜劇所属。

## 略歴・人物
兵庫県神戸市に生まれる。立命館大学卒業後、「神戸道化座」、「松竹新春座」を経て、1957年「松竹家庭劇」旗揚げに参加する。1967年から、松竹芸能に席をおき、テレビドラマを中心に活動する。
その後、花登筺主宰の「劇団喜劇」を経て、1982年から「松竹新喜劇」に所属して舞台を中心に活動中。2014年には食道癌を患い、7月に出演予定だった新橋演舞場公演を降板したが、同年9月の大阪松竹座公演「道頓堀パラダイス」で復帰している。2018年、第44回菊田一夫演劇賞特別賞を受賞した。

## 主な出演作品

### テレビドラマ
- 細うで繁盛記
- 船場（1967年 - 1968年、関西テレビ放送）
- 素浪人 花山大吉 第31話「狂った奴ほど強かった」（1969年、NET）
- 遠山の金さん捕物帳（NET）
  - 第11話「若様を消す女」（1970年） - 重役 役
  - 第67話「世にも気楽な男」（1971年） - 善助 役
- 銭形平次（フジテレビジョン、東映）
  - 第９９話「今日の月」（１９６８年） - 寅吉 役
  - 第276話「お化け土蔵」（1971年） - 吾平 役
- 紫頭巾 第11話「女スリ緋牡丹お島」（1972年、東京12チャンネル）
- あかんたれ（1976年 - 1977年、東海テレビ放送） - 治三郎 役
- 続・あかんたれ（1978年、東海テレビ放送） - 治三郎 役
- どてらい男（1973年 - 1977年、関西テレビ） - 竹田 役
- 続・おくどはん（1979年、朝日放送） - 野口 役
- ぬかるみの女（1980年、東海テレビ放送） - 橋本 役
- 続・ぬかるみの女（1981年、東海テレビ放送） - 橋本 役
- 華の宴（1991年 - 1992年、よみうりテレビ）
- 鮎のうた（1979年、NHK） - 浜中保太郎 役
- 夫婦善哉
- オードリー（2000 - 2001年、NHK） -　朝倉武雄 役
- 裸の大将 第62話「イルカに乗った清」（1993年、関西テレビ / 東阪企画） - 益田住職 役
- 蛍の宿（1997年、TBSテレビ）

### 舞台
- 新夫婦善哉
- 喜劇道頓堀物語
- 人情喜劇 母の子守歌 （2005年、吉幾三特別公演、新宿コマ劇場）
- 吉本百年物語「百年感謝 これからもよろしく」（2013年、なんばグランド花月[3]）
- 道頓堀パラダイス〜夢の道頓堀レビュー誕生物語〜（2014年、大阪松竹座[1]）
- お祭り提灯（松竹新喜劇錦秋公演、2021年11月、大阪松竹座）

他、多数